# Wereldkampioenschappen gravel 2024
De derde editie van de wereldkampioenschappen gravel werden gehouden in het weekend van 5 en 6 oktober 2024 in de Belgische provincie Vlaams-Brabant. Het parkoers startte in Halle, voerde door de Brabantse Wouden en had Leuven als finish en locatie van de lokale rondes. Naast de mannen en vrouwen elite koersten er ook amateurs in verschillende leeftijdscategorieën.

## Uitslagen

### Mannen Elite
| Plaats | Naam                 | Tijd     |
| ------ | -------------------- | -------- |
| Goud   | Mathieu van der Poel | 4u41'23" |
| Zilver | Florian Vermeersch   | + 1'03"  |
| Brons  | Quinten Hermans      | + 3'47"  |
| 4      | Jasper Stuyven       | z.t.     |
| 5      | Gianni Vermeersch    | + 3'48"  |
| 6      | Connor Swift         | z.t.     |
| 7      | Matej Mohoric        | z.t.     |
| 8      | Tim Merlier          | + 4'15"  |
| 9      | Timo Kielich         | z.t.     |
| 10     | Toon Aerts           | z.t.     |

### Vrouwen Elite
| Plaats | Naam            | Tijd     |
| ------ | --------------- | -------- |
| Goud   | Marianne Vos    | 4u01'07" |
| Zilver | Lotte Kopecky   | + 01"    |
| Brons  | Lorena Wiebes   | + 3'57"  |
| 4      | Puck Pieterse   | + 4'09"  |
| 5      | Romy Kasper     | + 4'15"  |
| 6      | Soraya Paladin  | + 6'00"  |
| 7      | Riejanne Markus | + 6'04"  |
| 8      | Femke Markus    | + 8'52"  |
| 9      | Emma Norsgaard  | z.t.     |
| 10     | Lucinda Brand   | + 8'53"  |

### Amateurs (leeftijdsgroepen)
| Klasse | Deelnemers | Afstand | Eerste            | Tweede                  | Derde                   |
| ------ | ---------- | ------- | ----------------- | ----------------------- | ----------------------- |
| M19-34 | 532        | 181 km  | Killian Tharrut   | Jacob Heß               | Maxim Laverge           |
| M35-39 | 247        | 181 km  | Jo Pirotte        | Kevin Sadoudi           | Koos Kers               |
| M40-44 | 247        | 181 km  | Carlo Porco       | Steve Maginet           | Alberto Losada          |
| M45-49 | 254        | 181 km  | Loic Herbreteau   | Bram Tankink            | Erwin Bakker            |
| M50-54 | 241        | 134 km  | Joan Horrach      | Peter Verstraete        | Tomás Misser            |
| M55-59 | 148        | 134 km  | Jonas Tell        | Lieven Van de Perre     | Udo Bölts               |
| M60-64 | 104        | 134 km  | Fernández Mario   | Kari Myrryläinen        | Stefaan Demeulemeestere |
| M65-69 | 46         | 86 km   | Andreas Suls      | Hermann Mandler         | Rocco Cattaneo          |
| M70-74 | 33         | 86 km   | Wilfried Straub   | Paolo Federico Delmonte | Roger Cull              |
| M75-79 | 13         | 86 km   | Jozef De Wever    | Albert Raven            | Jan Roeters             |
| M80+   | 2          | 86 km   | Roger Landeloos   | William Humphreys       |                         |
| V19-34 | 80         | 134 km  | Marine Lenehan    | Eva Jonkers             | Jana Priau              |
| V35-39 | 41         | 134 km  | Kim Knaeps        | Wies de Jong            | Eltina van Wijk         |
| V40-44 | 39         | 134 km  | Joyce Vanderbeken | Janni Spangsberg        | Martha Maltha           |
| V45-49 | 43         | 134 km  | Stefanie Adam     | Jessica Clarén          | Petra Sweertman         |
| V50-54 | 44         | 86 km   | Marijke De Smedt  | Sabine Bombaert         | Amy Phillips            |
| V55-59 | 37         | 86 km   | Bente Kibsgaard   | Reza Ravenstijn         | Tracey Jacobs           |
| V60-64 | 23         | 86 km   | Laura van Gilder  | Marianne Hald           | Hilda Quintens          |
| V65-69 | 9          | 86 km   | Ruth Clemence     | Linda Dewhurst          | Lillian Pfluke          |
| V70-74 | 4          | 86 km   | Vanessa Cooney    | Patricia Konantz        |                         |
| V80+   | 1          | 86 km   | Wendy Skean       |                         |                         |